# Christer Rake
Pour les articles homonymes, voir Rake (homonymie).
Christer Rake, né le 19 mars 1987 à Stavanger, est un coureur cycliste norvégien, faisant carrière sur route.

## Biographie
Christer Rake devient Champion de Norvège du contre-la-montre par équipes juniors en 2005. L'année suivante, il court pour l'équipe continentale danoise Glud & Marstrand Horsens et en 2007, il rejoint l'équipe norvégienne Sparebanken Vest-Ridley. Au cours de la saison 2009, il termine quatrième du championnat de Norvège sur route. En fin d'année, il participe au championnat du monde à Mendrisio et se classe 13e de la course en ligne des espoirs. Il obtient également de nombreux top 10 dans des courses du calendrier international.
En 2010, Rake rejoint l'équipe Joker Bianchi. La même année, il remporte la quatrième étape du Ringerike Grand Prix et le classement général. En 2011, il ajoute une autre victoire à son palmarès en s'adjugeant la dernière étape du Tour de Norvège.
Après la saison 2012, il met fin à sa carrière de cycliste à l'âge de 25 ans.

## Palmarès
- 2005
  -  Champion de Norvège du contre-la-montre par équipes juniors (avec Alexander Kristoff et Sten Stenersen)
- 2007
  - 2e du championnat de Norvège du contre-la-montre par équipes
- 2009
  - 2e du championnat de Norvège du critérium
- 2010
  - Ringerike Grand Prix :
    - Classement général
    - 4e étape

  - 2e du championnat de Norvège sur route
- 2011
  - 5e étape du Tour de Norvège
- 2012
  - 2e de la Mi-août en Bretagne

## Classements mondiaux
| Année           | 2008   | 2009 | 2010 | 2011 | 2012 |
| --------------- | ------ | ---- | ---- | ---- | ---- |
| UCI Asia Tour   |        |      | 146e | 142e |      |
| UCI Europe Tour | 1 060e | 387e | 159e | 707e | 395e |